# Sarh
Sarh is de op twee na grootste stad in Tsjaad, na Ndjamena en Moundou. Het is de hoofdplaats van de regio Moyen-Chari en telde in 2009 naar schatting 110.000 inwoners. Sarh werd genoemd naar het Sara-volk, een etnische bevolkingsgroep uit Centraal-Afrika.
Sarh werd gesticht door de Fransen en was tot juli 1972 bekend als Fort Archambault. 
Sarh heeft Cherbourg-Octeville als zusterstad sinds 2001. 
Sinds 1961 is de stad de zetel van een rooms-katholiek bisdom. 

## Geboren
- Sosthene Moguenara (1989), Duitse atlete